# Epepeotes gardneri
Epepeotes gardneri är en skalbaggsart som beskrevs av Stefan von Breuning 1936. Epepeotes gardneri ingår i släktet Epepeotes och familjen långhorningar. Inga underarter finns listade i Catalogue of Life.